# سوما (بازی ویدئویی)
سوماً (انگلیسی: Soma) یک بازی ویدئویی در سبک ترس و بقا است که توسط فریکشینال گیمز توسعه یافته است و در سپتامبر ۲۰۱۵ و در پلت‌فرم‌های پلی‌استیشن ۴، لینوکس، اواس ده و مایکروسافت ویندوز و ۱ دسامبر ۲۰۱۷ برای کنسول اکس‌باکس وان منتشر شده‌است.